# レジェンズ (ウィズ)

『レジェンズ』（Legendz）は、WiZ原案による、アニメ、漫画、小説、ゲームなど様々な分野にメディアミックス展開されている作品。また、各作品に登場する伝説のモンスターの総称。
各作品は、基本設定だけは共通しているが、舞台や登場人物などは異なっている。ウインドラゴン（風属性のドラゴン）であるシロンは設定などは異なるが、ほぼ全作品に登場する。

## 基本設定
かつて地球上には「レジェンズ」と呼ばれる伝説のモンスターが存在していたが、レジェンズたちは「レジェンズウォー」という戦争を経て「ソウルドール」という結晶体に姿を変え、長い眠りについていた。そして現代、レジェンズは伝説の魔道具「タリスポッド」を使って復活（リボーン）させることができることがわかった。
レジェンズたちはそれぞれ、トルネード（風）、ヴォルケーノ（火）、ストーム（水）、アースクエイク（土）、スピリチャル（光）、ネクロム（闇）の6つの属性を持っており、各属性のタリスポッドを扱うことができる（アニメ版では4大レジェンズをリボーンできる）人間は「サーガ」と呼ばれる。

## 用語
レジェンズ
昔、地球に存在した伝説のモンスター。全部でトルネード（風）、ヴォルケーノ（火）、ストーム（水）、アースクエイク（土）、スピリチャル（光）、ネクロム（闇）の6つの属性が存在する。また、中には無属性というものも存在する。
ソウルドール
レジェンズが封印されている時の結晶の姿。
タリスポッド
レジェンズをソウルドールからリボーン=解放させたり、カムバック=封印させたりできる魔道具のこと。アニメやゲームにおける作中世界では、とある会社が子供用のおもちゃとして販売し、パクリ商品が出るほどの大ヒットを記録している。
タリスダム
タリスポッドが進化したもの（正確にはタリスポッドのパクり商品であるタリスパッドからの派生商品）。3体のソウルドールが装着可能であり、リボーンさせればそのレジェンズたちはエレメンタルレギオン化する。
エレメンタルレギオン
3体のレジェンズが合体した姿。アニメでは風、火、光のエレメンタルレギオンが登場した。
レジェンズウォー
レジェンズたちがジャバウォックと戦う文明を滅ぼしかねないほどの大規模な戦争。
リボーン
レジェンズを召喚するときに使われる言葉。
カムバック
レジェンズを封印する（ソウルドールの姿に戻す）ときに発せられる言葉。
サーガ
各属性のタリスポッドを扱うことができる人間。基本的には、自分のパートナーレジェンズしかリボーンやカムバックできない模様。
アニメではレジェンズのパートナーとなった人間を指すように使われるが、BBはサーガとは呼ばれていない。
シフトエレメント
レジェンズたちの属性に合ったフィールドを形成する共通の技。アニメでは、シロン、グリードー、ガリオンと一部のレジェンズたちが使用している。

## アニメ版
『レジェンズ 甦る竜王伝説』（レジェンズ よみがえるりゅうおうでんせつ）というタイトルで、2004年4月4日から2005年3月27日までフジテレビで日曜 9時30分 - 10時00分 (JST) に放送された。ただし、関西テレビを中心とした西日本地域はJR西日本の一社提供・ブロックネット番組『走れ!ガリバーくん』を放送していたため時差ネット（関西テレビでは2004年9月までは日曜日の9時00分 - 9時30分に先行放送、同年10月からは『おじょママ!P』の放送開始に伴い遅れネット。それ以外の局も同じく時差ネット）だった。大地丙太郎監督作品。ぎゃろっぷ制作。

### 概要
基本は米国のカートゥーンのようなドタバタ劇で、大地丙太郎のスピード感に富んだギャグセンスが遺憾なく発揮されている。が、物語が進むにつれレジェンズたちの戦いに巻き込まれる子供たちを中心として、その親や友人、そしてレジェンズの心理描写は極めてリアルに描かれており、キャラクターデザインとのギャップが激しい。また、BGMも軽快なジャズ音楽と、アニメでは珍しいものもある。ちなみにこのBGMは大地監督の要望で、ニューヨークのマンハッタン・ジャズ・クインテットで収録したものである。
制作協力として韓国の同友アニメーションが表記されているが、本作では従来のぎゃろっぷ作品とは異なり、プロデューサーとして代表の金英斗が表記されるなど事実上の共同制作と言える体制で制作された。
最高視聴率は2004年12月5日放送の8.3%。平均視聴率は6.2%（いずれも関東分）。日曜9時半アニメ枠は、本作をもって一旦中止となる。その後、2006年10月に『ONE PIECE』が本枠に移転し、アニメ枠が復活した。

### 制作体制
2001年から企画が動き、パイロットフィルムまで制作されたが、「全部仕切り直すことになりました。やってください」と2004年1月に「十兵衛ちゃん2 -シベリア柳生の逆襲-」の制作が終盤に差し掛かっていた大地にオファーを出した。
大地は純粋なバトルものを「もっとも関わりたくないジャンル」と苦手にしていたため、その時に「子供用玩具が好きな長濱博史さんは必ず入れる」「主人公はおバカ」「最終的な敵は人間である」「主人公達の隠れ家を用意したい」「キャラクターデザインに宮崎なぎささんを起用したい」「敵は会社組織」等、最初から遠回しに断るつもりで敢えて数々の無理な条件を出したが全て通り、大地は「これはやらなきゃいけない」と腰を据えた。
その代わり「既成のテレビアニメとは違うものを作って欲しい」とも言われたため、長濱は制作にあたってのコンセプトとして「玩具先行の作品に、自分達が本来やりたいことをどこまで盛り込めるか」「ヒロイックファンタジーな設定に大河ドラマを仕込む」こととして、キャラクターの性格付けから、物語の組み立てまでほぼ全ての設定を作り上げた。大地はそれに対して「用意された物語を茶化し、逆手に取って遊ぶ」ことを目標にし、東映製作のヤクザ映画・ビデオシネマをオマージュしたキャラクターの関係性を考えていった。
長濱はシリーズ構成としては、起用されたサブライターと一緒に脚本を進めていたため、直接自分だけで手掛けた回は1話もなく、制作現場にもほとんど来なかった。
日本サイドのスタッフが担当した作業はシナリオ・絵コンテ・編集・納品の際の最終確認で、作画作業は全て韓国のスタジオでの作業だった。大地は当時の「韓国制作でひどい目にあった」という話が周囲で飛び交っていて、その風潮に対して「アニメっていう仕事をしている仲間なんだから、少なくとも最初からひどいものを作ろうなんて思ってるわけがない」と疑問に感じていた。大地は通訳スタッフを介して、韓国から出張してきたスタッフに対して身振り手振りでの1カット毎に演出指示を出した。その細かく丁寧な指示に感銘を受けた韓国の作画スタッフ達は普通のテレビアニメより枚数をかけた作画を仕上げ、大地と編集スタッフは歌舞伎の緩急を意識した編集を施し、1話毎に通常だったら4時間で済むのを6時間かけて動きを整えた。
シナリオ制作から納品まで1話毎に全工程を7週間でやらなければいけないスケジュールだった。大地はその工程に1年間通して関わり、1週間の休みすら取れなかった。
大地は「絵コンテはクオリティをかけてじっくりやりたい時があったけど、それは許されなかった」「俺としては消化しきれなかったものがものすごくある。だから昨今受けてたことを知って、感慨がひとしおだった」「出せるだけの力は出したつもりだけど、ひとつもうまく行ってない。頭から最後まであがきっぱなしだった」と振り返っている。

### 他の大地丙太郎監督作品との繋がり
- 主人公の名前がシュウゾウ・マツタニ（通称シュウ）というのは、本作の監督である大地丙太郎の作品『今、そこにいる僕』の主人公・松谷修造と同じ読み方（通称も同じくシュウ）である（演じる声優も同じく岡村明美）。ただし、両作品にストーリー上の繋がりはない（いわゆるスター・システム）[2]。
- 劇中、英語A太が、第22話においてカツラと着け鼻をとり、「だんごゴン太」の姿で団子を食べている。「だんごゴン太」は大地作品のマスコットキャラとして、『セクシーコマンドー外伝 すごいよ!!マサルさん』のアニメ最終回や『十兵衛ちゃん〜ラブリー眼帯の秘密〜』に出演し、更に単独の漫画単行本（大地監督本人の作）も存在する。
- 第11話において、「ボーナス95%カット！」からBBが奈落に落ちるイメージシーンは、『アニメーション制作進行くろみちゃん 日本のアニメは私が作る!2』のセルフパロディ。
- 第47話から登場するスピリチャルレジェンズの喋る言葉が、シュウには意味の無い単語の羅列に聞こえてしまうのは、『妖精姫レーン』のセルフパロディ。
- サブタイトルが韻を踏んだ形なのは、大地監督作品ではお馴染みのパターン（『妖精姫レーン』『こどものおもちゃ』『十兵衛ちゃん』『風まかせ月影蘭』など）。大本の元ネタは『素浪人 月影兵庫』『素浪人 花山大吉』から。
- 過去の大地監督作と同じ声優が多数参加している。

### アニメ版の設定
舞台はニューヨーク。主人公シュウが、父から貰ったおもちゃの「タリスポッド」で、本物のレジェンズ「ウインドラゴン」のシロンを甦らせてしまう。

### アニメ版の登場人物

#### サーガとなった子供たち
シュウゾウ・マツタニ / シュウ
声 - 岡村明美
本作の主人公。風のサーガ。ブルックリン101小学校に通う11歳の少年。日系アメリカ人。親の仕事の都合でニューヨークに住んでいる。天然でお気楽でお調子者な性格。
「この世は全て風まかせ〜」などの暢気な発言や、レジェンズや人物などに対して少々失礼で変わったあだ名を付ける節と、よく変な歌を思いついては歌うなどの奇妙な行動でいつも周りをあきれさせているボケ役。
主人公とは思えない言動が目立つが、たまに良いことも言う。
また、家族を思う気持ちは強く、母ヨウコの目が届かないところへレジェンズを追いやろうとする、頑固な一面がある。
綺麗な女性が好きだが、メグには頭が上がらない。
父親から貰った白いタリスポッドでシロンをリボーンできるようになる。それをきっかけにBB、JJ達から狙われるようになった彼だが、シロンに守られることでピンチを潜りぬけてゆく。
サーガとしての力は強く、本編中でも風を無意識に操る描写が随所に見られる。
シロンの扱いは荒いが、徐々に彼とは強い絆で結ばれることになる。
レジェンズクラブの部長。
最終回でレジェンズウォーが終結してシロンたちと別れた後はレジェンズに関する全ての記憶を消され、元の平穏な日常生活を送るようになる。
メグ・スプリンクル
声 - 那須めぐみ
シュウの幼なじみで、クラスメートの少女。水のサーガ。基本的に明るく朗らかで、優しく責任感のある性格だが、あまりに急速な状況変化には対応できず、パニックに陥ってしまうことがある。
気が強く少々短気な所もあり、特にシュウに対しては手厳しく、シュウのとぼけた言動に対して『メグチョップ』なる強烈なチョップを繰り出して突っ込みを入れるのがお約束。
幼少期は内気で友達も少なく部屋に閉じこもりがちだったが、シュウやマックとの出会いから徐々に明るい性格に変わっていった。
写真を撮るのが好きで、コンパクトカメラを首から下げて持ち歩くことが多い。
物語の中盤から本格的に戦いに巻き込まれた彼女はレジェンズに対して強い嫌悪感を抱くようになる（ただし、何度も危機を救ってくれたシロンは例外）。しかし、ビッグフット・ズオウの自分への純粋な気持ちに心を動かされ、徐々にレジェンズの存在を受け入れるようになる。
レジェンズクラブのウサギ飼育委員。
最終回でレジェンズウォー終結後、消えゆくズオウからレジェンズの記憶が消える事を示唆されるが、メグ自身は「絶対に忘れない」と抵抗して涙を流す。しかし結局はレジェンズに関する全ての記憶を消され、何事もなかったように日常生活を送るようになる。その後は同じく記憶が消されたねずっちょ状態のシロンを道端で見つける。
マイク・マクフィールド / マック
声 - 鈴木真仁
シュウとメグの幼なじみでクラスメート。土のサーガ。体重が100kgを超える巨体の少年。おっとりした心優しい性格で、シュウには厚い信頼を置いている。
常にハンバーガーを手に持つほどハンバーガーが大好き。
美食家らしく、寿司を始めとするおいしい料理のことは何でも知っている。
嫌いな食べ物はチキン、ただしチキンバーガーは好き。
語尾に「〜なんだな」とつける口癖があるが、食べ物のことになると口調が変わることがある。
物語の中盤から敵レジェンズに目をつけられるようになる。精神的な苦痛によって窮地に立たされた彼は、自らの身体を媒体として、内に封印されていたグリフィン・ガリオンを強制的にリボーンさせられる。ガリオンをリボーンするたび力を制御できず暴走していたが、シロンとグリードーの体をはった説得によってマックとガリオンは分離、和解し、以降は自らの意思でガリオンをリボーンできるようになった。
常にのんびりしている彼だが、時々予言めいたことを話したり、敵が来たときにレジェンズと同様の感覚で危険を察知したりするなどの特殊な能力を持っていた。これは体内にガリオンが封印されていたのが原因と思われ、ガリオンと分離した後は、予言めいた言葉を口にすることはなくなった。
最終回でレジェンズウォーが終結してガリオンたちと別れた後はレジェンズに関する全ての記憶を消され、元の平穏な日常生活を送るようになる。
レジェンズクラブの美化委員。
ディーノ・スパークス
声 - 南央美
ブルックリン2小に通う少年。火のサーガ。父親は大企業DMC（ダックマインドカンパニー）の社長で、自宅はメイドを大勢雇う豪邸。
秀才でスポーツ万能、自校だけでなく他校の生徒にも人気があり、普段は落ち着いた振る舞いをするが、内心は「自分は何もできないつまらない人間だ」と自虐的であり、寂しがり屋で繊細。
他人の真似事でお金を稼ぐ父親に対する葛藤や強い劣等感を抱いていたが、パートナーのグリードー、友人になったマックと触れ合うことで、少しずつ心を開いてゆく。
また、父親との和解と幼い頃に出て行った母親との再会を通じて自らの心を成長させ、終盤では頼もしい面を見せるようになる。
シュウ達とBB&JJのいざこざに巻き込まれたことをきっかけとし、ブレイズドラゴン（グリードー）をリボーンできる能力を手に入れる。
序盤ではグリードーをリボーンするたびに力を吸い取られ、体力を激しく消耗する。中盤以降はサーガとしての力が強くなったのか、消耗の度合いが減るようになる。
4人のサーガの中で唯一、通常の形態のタリスポッドを持っていない。グリードーも通常のソウルドール姿にはならないため、グリードーをリボーンする時には、ディーノが胸に差している赤いバラの花が火のタリスポッドへ変化するという、特殊な経過をたどる。
シュウに「キザ山キザ夫」とあだ名をつけられ、そう呼ばれるたびに「ディーノだ」と訂正する。
最終回でレジェンズウォーが終結してグリードーたちと別れた後はレジェンズに関する全ての記憶を消された。
レジェンズクラブの風紀委員。
サルバ
声 - 清水香里
過去のレジェンズウォーにおいて、グリードーのパートナーを務めた火のサーガ。淡い青い髪をした少年。
キルビートによって殺害され、グリードーの心に深い傷を残す。

#### その他の人物
ハルカ・ヘップバーン
声 - 渕崎ゆり子
レジェンズに強い憧れを抱く女性。年齢は25歳。UCLA出身。愛車はハーレーダビッドソンのバイク。ウェーブがかかった長い金髪が特徴で、自他共に認めるスタイル抜群の美人（ユル曰く、出会った頃の母・ラドにそっくりとの事）。
熱烈なレジェンズの追っかけ。
シュウがレジェンズの力と関わりがあると睨み、アルバイトとしてシュウのクラスの担任教師になった。
ねずみ、特に白いねずみが大の苦手で、ねずっちょ姿のシロンを見ると恐怖で部屋中を走り回る。
序盤ではレジェンズの体の一部（羽など）を収集して狂喜したり、授業を放棄して職員室のパソコンでレジェンズの情報収集に勤しむなど、周囲を省みない言動が多い。
エレメンタルレギオンの出来事をきっかけに、レジェンズの本来の恐ろしさと、子供たちが関わっている事実を知ることになり、子供たちを守ると決意し、シロンにも「もう子供たちを巻き込まない」と約束させる。だが、そのシロンが再びシュウといる所を目撃してしまい、裏切られたと思い込んで以降はレジェンズを敵視するようになる。
後半からは子供たちとレジェンズを引き離すべく、DWCに身を寄せランシーンと手を組んで、シロンたちを倒そうと暗躍していた。しかし、父ユルと再会し、母ラドさえも犠牲にしてまでレジェンズを根絶やしにしようとする父の狂気にショックを受け、苦悩ののちに考えを改める。
普段は白いライダースーツの美女の姿にメガネをかけた地味な教師姿へと使い分けているが、後半からは長いマントの下に大胆な黒のボンデージ風の衣装を身に付け、改心後はOL風のブラウスとスカートに着替えるなど、服装の移り変わりが激しい。
高校時代は名門の寄宿制女子高で、ずっと寄宿舎での生活だった。また、シロンとのデート時には堂々とこの高校時代の制服を着てきた。
BB
声 - 天野由梨
DWC（ダークウィズカンパニー）の社員。地位は部長。スーツからほぼ胸がさらけ出された大胆な格好。
シュウの白いタリスポットを奪い取る任務を社長から受け、紫色のタリスポットを使ってDWC保有のソウルドールからレジェンズをリボーンしては、シュウ達の元へ差し向けていた。
中盤以降、DWCの仕事に疑問を感じ退社、後にDDC（ダックダックトイズ）に入社。43話からはJJと共に、黒水晶レジェンズをカムバックするなど、大きい活躍を見せる。
JJの上司であるが、あまり責任感がない。シュウに「おばっちょ」と言われると怒る（それが原因で化粧がはげる事がある）。
DWCに入社する前は騎馬警官だった。
46話で本名はバニー・ブルックマイヤーだと言う事が判明した。
J1 & J2（二人でJJ）
声 - 竹本英史&前田剛
BBの補佐役。J1は背が高く、J2は背が低くて太め。常にサングラスをしていて、作中で裸眼を見せることは一度もない。
初めはBBに呆れ「ダメ上司」「ヘッポコ上司」などと言っていたが、中盤からのある出来事から、BBの想いに共感し、次第に尊敬の念を見せ始める。
46話で二人とも本名はジャック・ジョンソンと言う事が判明した。
DWCに入社する以前は建設作業員だった。
サスケ・マツタニ
声 - 澤田博幸
シュウの父親。DWCの商品開発部に勤める。シュウと似た髪形をしている。
寿司が大好き。
番組中盤ではシュウがシロンをリボーンできることを知ったが、妻のヨウコには黙っておいた。
商品開発に夢中になっている時は子供のように無邪気な姿も見せるものの、いざというときは頼りになり、家族を第一に思っている。
ディーノの父（ブルーノ）と協力してタリスダムを造る。
ヨウコ・マツタニ
声 - 天野由梨
シュウの母親。優しくおっとりした性格。
料理が上手で、毎日夜には次の日の夕食を考えているが、あまりに真剣に考えるため、シュウやサスケには悩み事があるように見えてしまうことも。
シュウの配慮もあって当初は穏やな日々を過ごしていたが、後半にてレジェンズとの争いに巻き込まれ、シュウを庇って黒水晶に取り込まれてしまうが、ジャバウォックが倒されたと同時に解放された。
初めてのサスケとのデートは日本の花火大会だった。
ブルーノ・スパークス
声 - 石井康嗣
ディーノの父。生まれはミネソタだが、ハイスクール卒業と同時にニューヨークに住むようになる。DWC（ダークウィズカンパニー）をまねてDMC（ダックマインドカンパニー）という会社を作り、他の売れている玩具をまねた商品を作って儲けていた。
中盤から息子のディーノと対立そして和解することで自分の間違いに気付き、DMCを売って、新会社ダックタックトイズを設立する。ダックタックトイズには、DWCを退社した後のBBとJJが入社することになる。
その後は、シュウの父（サスケ）と協力しタリスダムを造ったり、「自分たち（親）だけにしかできないことをやろう」とサーガである子供たちの親たちに呼びかけた。
メリッサ・スパークス
声 - 安原麗子
ディーノの母。結婚前はパン屋の娘。
若い頃貧しかったブルーノに些細な気遣いをしたのをキッカケに恋に落ちて結婚するも、裕福になったと引き換えに多忙な毎日を送って自分達を構わなくなった夫（ブルーノ）への寂しさを抑えきれずに、ディーノの幼少期の頃に幼い息子を置いて家を出て行ってしまった。
物語の中盤で家に戻ってくるが、美しく痩せていた名残はどこにもなく、かなり大きく太った体になっていたものの、同時に些細なことで悩まない豪快で前向きな性格になっていた。
後半ではブルーノとメリッサの夫婦仲を確認させる描写が多数見られる。
得意なことは料理。好きな花はバラ。
ユル・ヘップバーン
声 - 江原正士
DWC（ダークウィズカンパニー）のCEO。ハルカの父ですべての事件の首謀者。娘のハルカを溺愛している。大好物はアイスクリームと妻手作りのカニサンド。
考古学者で、レジェンズのことについて研究していたが、ランシーンを復活させた際、ランシーンの危険思想に直接触れることによって、レジェンズの危険性を感じるようになり、娘を守りたいという思いが高じるあまりにレジェンズを根絶やしにしてしまおうと考えた彼は、闇のレジェンズ、ジャバウォックを呼び覚まそうとした。
ジャバウォックの影響からか、彼の思想は自己中心かつ危険極まりない物へと変化していく。自分の妻をジャバウォックの心臓に取り込ませ、黒水晶レジェンズを世界に放ち、人々に恐怖の念を抱かせた。
闇のサーガとなった彼は、自分の邪魔をする者は守るべきはずの娘ハルカでも容赦しないようになる。滅びの道を歩んでいた彼だが、最終的には自分の間違いに気づき、妻と娘を犠牲にしようとした事を激しく悔やみジャバウォックをカムバックしようとする。結果的に彼はジャバウォックの力を弱めることに貢献し、ジャバウォックの体内から娘と妻を救出してくれたシュウとシロンに感謝の意を示した。
ラド・ヘップバーン
声 - 岩男潤子
ハルカの母。娘のハルカと同じ、金髪に紫色の瞳をした美人。
レジェンズ好きな娘の為にレジェンズの形をしたケーキを作ったりレジェンズのアップリケを縫ったり寝る前にレジェンズの話を聞かせるなど優しい女性。
偶然本物のレジェンズ（ランシーン）を見て恐怖心を抱き、それに目をつけたジャバウォックを復活させようとする夫により娘を守るという事を口実にジャバウォックのソウルドールを寄生させられてその身を投じ、恐怖の心と体の養分をジャバウォックの復活の為の糧にされていた。ジャバウォックの体内(心臓)に取り込まれ、命も飲み込まれつつあったが、ハルカ、ランシーン、シロン、シュウの奮闘により救い出される。
長年ジャバウォックに取り込まれていたせいか、容姿はとても若々しい。
エド
声 - 内藤玲
火のサーガと呼ばれていたDWCの社員。
ディーノが火のサーガであることが発覚するとDWCをクビになってしまい、以後ファイヤードジャイアントとともに旅に出る。
後半で再登場し、ダンディ達の危機を救ったあとファイヤードジャイアントとの絆を見せる。また、レジェンズ達が野生化した時にはファイヤードジャイアントを怒鳴りつけ、彼を救った。
少々気の弱い性格。DWC社製のタリスポッドを持つが、BBのようにどんなレジェンズでもリボーン・カムバックができるのかは不明。
社長
声 - 松山鷹志
DWCの社長。
DWCを実質的に支配しているランシーンの御用聞きのような役目を果たしていたが、後半ではそんな自分に疑問を感じ、突如姿をくらましてしまう。その後はDWCを辞め、バカンスに出て自由な時間を過ごしていた。
総務
声 - 沢城みゆき
DWCの管理部門OLでBBとJJをバックアップするためになら、どこにでも一瞬で姿を現す従順な部下。本名はとても長いらしく、周囲からは総務さんと呼ばれている。
番組後半の予告は英語A太とシロンに代わり全て彼女が受け持つ。
長らく登場しなかったが、終盤でDWCに潜入したBB達を救った後でどこかへ去って行った。
パーキンス博士
声 - 松山鷹志
3話・12話・21話・41話・42話に登場。DWCのソフト開発部。何を言っているのかわからない時が多い。
BBやJJがDWCにいた時はファインディング○○と言う探索ソフトを使って探し物を手伝っていた（だがカニやタコは全国の物が出てしまうため、彼のソフトはあまり役に立たなかった）。
41話で再登場し、ユルに子供達からタリスポットを探すように命令されるが、怯えるメグたちを見たとたんに異常な状況を察知し、命令を拒否をした為ランシーンと共に幽閉されてしまう。
名人
声 - 天田益男
3話・5話・12話に登場。状況によって、カニ取り名人やトリ取り名人やタコ取り名人になる。名前がちょくちょく変わるので、本来の名前は不明。
「生け捕りにしろ」と命令されているにも関わらず毎回のように獲って食おうとする。
メグの父と母
メグが幼少期のときは、外で遊ぼうとせず、家の中にこもっていたメグを心配していたが、シュウとの出会いによって変わっていくメグを見守る。
その後、農業をするために、遠くの町へ引っ越そうとしたが、メグがこのとき初めて自分の意見を言ったため、引っ越しをやめる。しかし、メグのセリフから普段は遠くで暮らしているらしい。
マックの父と母
普段父はグランドキャニオンの近くの小屋で陶芸家として生活していて、マックやマックの母とは別居している（ただし夫婦仲が悪いわけではない）。
二人ともマックとおなじく「 - なんだな」というのが特徴。
英語A太
声 - 沢城みゆき
時々ピンポン音と同時に現れ、無意味に英訳をしていく。ナレーター兼翻訳係。
ねずっちょのネズミ語まで英訳する（結果的には日本語字幕も表示されるので翻訳していると言える）。後半では英語のほか日本語も話すようになる（スペイン語も話した事がある）。
詳しくは大地丙太郎監督作品との繋がりの項を参照。
ニューヨーク内で日本語が話されているという矛盾を、この人物1人の存在でカバーしている。
番組前半は、シロンと共に彼が次回予告を担当していた。
リキリキリッキーズのメンバー
シュウが所属している野球メンバー。シュウのせいで負けても責めたりせずにシュウがいると楽しいと言ったり、ズオウをレジェンズと知りつつ快くメンバーにむかえるなど皆優しい。しかし、後半にて彼らの親が恐怖の念に取り付かれてしまい途方に暮れる。

#### ストーリー上重要な役割を果たすレジェンズ
シロン
声 - 井上和彦
レジェンズの中でも四大レジェンズといわれるウインドラゴン。風の属性。白いドラゴンで金髪のザンバラ髪をしている。常に飛行帽と青い宝石のような物がついた手袋をつけている。
性格は勇猛果敢ではあるが、少し口は悪く凶暴。
初めはシュウの風のサーガとは思えない性格にあきれていたが、それでも彼は風のサーガを本能からか必死に護り、徐々にその気持ちはシュウを大切に想う気持ちへと変化していく。
普段カムバックしている時は白いねずみのような姿になり「ガガー」としか喋らない。シュウからはリボーンする時以外はでかっちょ と呼ばれている。
最初のエレメンタルレギオン暴走の出来事から、子供達を戦いに巻き込んでいることに負い目を感じはじめた彼は、レジェンズに危険性を感じ始めて子供達を護ろうとするハルカに「もう子供たちを巻き込まないでほしい」と言われ、一時は彼女と約束を交わしてタリスポッドを持ち去り、子供達から離れようとする。しかし、サーガの力なしで弱りきってしまった彼は、シュウの力が自分に必要だと改めて自覚し、シュウの傍に戻ることにした。しかし、その事でハルカの怒りを買い、彼女に排他的な考えをもたらせてしまう。
ガリオン、ズオウと合体すると風のエレメンタルレギオンになる。最初はその力をコントロールできなかったがタリスダムが完成してからは克服する。
自分のウインドラゴンとしての存在意義に疑問を持っていたが、元々ランシーンと一つだった彼はユル・ヘップバーンにより呼び覚まされる際に、レジェンズウォーを起こさないよう分離させられていたということが判明。ランシーンと一つになることでカネルドウインドラゴンとなり、本来の力を発揮する。ウインドラゴンが持つ役割り（レジェンズウォーを起こしてしまう要因）を果たさないようにしようと、子供たちを護るために決意する。
だが後半のある出来事によって、極限状態に陥った彼は暴走し、その結果、自ら人類を滅ぼすための引き金を引くことになるが、シュウの尽力によって正気に戻される。
最終的には自身の記憶が全て消失した状態でねずっちょの姿で転生し、レジェンズの記憶を失ったメグに道端で発見され「可愛い」と言われる。
前半のOPではテレビ本編には出ていないバーサクモードが一瞬登場している。
レジェンズクラブの副部長。
性格・態度のモデルは哀川翔。
コマンドウィンドラゴン
シロンがコマンド化した姿。翼が4枚に増え、体は黄金の鎧で覆われている。飛行帽はゴーグルだけになる。必殺技は2つの竜巻を起こす「ダブルウィングトルネード」、腕から竜巻を放つ「コマンドトルネード」など。
ランシーン
声 - 井上和彦
シロンと酷似しているが、体は黒色で金髪を束ねている謎のウインドラゴン。風の属性。手にはめた手袋にはシロンと対照的に赤い宝石のようなものがついている。
シロンとは対照的に冷静で、慇懃無礼な態度である。通常は一人称が「私」だが、まれに「俺」になる。
DWCの実質的な支配者であり、シュウのタリスポッドを狙ってBB達に命じて何度もシュウ達にレジェンズをけしかけさせる。
実はシロンと一つの存在なのだが、レジェンズウォーを起こさせない為に分離されていた。シロンとは違い、彼はウインドラゴンとしての記憶をある程度保持しており、自らの記憶の中にある、ウインドラゴンの本来の役目（レジェンズウォーを引き起こすこと）を目的として活動していたが、記憶が中途半端だった為か、彼は「レジェンズウォー ＝ 人類抹殺」と思い込んでおり、レジェンズウォーの本来の意味を間違えて解釈していたため、自身の半身であるはずのシロンと敵対、ユル・ヘップバーンの暗躍に気づくことが出来なかった。
中盤でシロンと戦うが、シュウの力によって強化されたシロンに返り討ちにされる。その際、外気に翼が触れた瞬間、彼の羽は白く色褪せた。この頃から、彼は未来を予知することが出来なくなる。自分のウィンドラゴンとしての存在に疑問を感じ始めた彼は、シロンを更に敵対視するようになる。
後に同じようにシロンを敵視し始めたハルカ・ヘップバーンと手を組むが、後半でユルに裏切られ幽閉されてしまう。その後、カネルドウインドラゴンのことを解読したハルカから全ての真相を聞き、自分の存在している意味を知った彼は拘束から解き放たれ、シュウの家にてシロンと合体した彼は、カネルドウインドラゴンとして生まれ変わった。ラストで再びシロンと分裂し、その際にハルカやラドの代わりにジャバウォックの心臓を自ら取り込んだ彼は、ジャバウォックごと宇宙空間に消え去ってゆく。最終回の放送終了後のおまけで、黒いねずみの姿で宇宙空間を漂う姿が描写された。
シュウ曰く「ワルっちょ」、シロンには「ワル山ワル夫」などと呼ばれていた。
最後の最後でシュウにレジェンズクラブの扇風機委員に任命された。
カネルドウインドラゴン
声 - 井上和彦
シロンとランシーンがシュウの力によって合体して誕生したウインドラゴン本来の姿。登場した最初は、ランシーンのように冷酷な態度でシロン本人の人格が全く無かった。翼は6枚になり威厳ある姿をしている。
シロン本人が果たしたく無かったレジェンズウォーの引き金を引きかけ、自らもレジェンズウォーに身を投じようとしたがシュウの活躍により阻止され、人格もシロンに戻った。
グリードー
声 - 山口祥行
レジェンズの中でも四大レジェンズといわれるブレイズドラゴン。シロンのライバル的存在。火の属性。赤いドラゴンで翼は炎になっており、ジャケットを羽織っている。
初登場時はファイアージャイアントが起こした火の中から姿を現し、ディーノと出会う。中盤でグリフィンと再会した際、完全に覚醒した。
普段は無口で冷静な彼だが、たまに熱くなる一面もある。また、どういうわけかバラに詳しく、カムバック時はバラの姿となっている。
ウォルフィー、リーオンとは種族を超えて固い絆で結ばれており、「G・W・ニコル」なるチームを結成している（リーオンはチーム名に疑問を感じている、ちなみにこれはC・W・ニコルのパロディ）。リーオンから「グリたん」と呼ばれている。
先代のサーガ、サルバを死なせてしまったことにトラウマを抱えていたが、ディーノの活躍によって、それを克服することに成功する。その為かケンカばかりのシロンとシュウのコンビとは逆に、サーガであるディーノとの仲が良い。
ウォルフィ、リーオンと合体することで火のエレメンタルレギオンになる。
レジェンズクラブの会計委員。
コマンドブレイズドラゴン
グリードーがキルビートとの戦闘中に進化した姿。ジャケットの下に鎧のような物を纏っており、翼にも縁取りがされている。
ガリオン
声 - 土井美加
レジェンズの中でも四大レジェンズといわれるグリフィンで、四大レジェンズの紅一点。土の属性。
古風で生真面目な性格で、みんなの姐さん的存在でもあり、ウォルフィやリーオンは実際にそう呼んでいるが、ガリオン本人はこれを嫌っている。レジェンズ本来のあり方を語ったりするなど固いところもあり、故に話を聞かないシュウやシロンに苛立つ事もある。だが自身のサーガである心優しく健全な精神を持つマックの事は気に入っており仲は良く、彼に母親のように接していた。やや潔癖症でまだマックがサーガとして目覚めていない時期には闇のレジェンズに囲まれ錯乱する事もあった。
コニーアイランド特製スペシャルガーリックハンバーガーが過去の記憶を思い出すキッカケになった。
エレメントチェンジすることで別の属性および姿になることができる。
シロン、ズオウと合体すると風のエレメンタルレギオンになる。
レジェンズクラブの給食委員。
ズオウ
声 - 齋藤彩夏
レジェンズの中でも四大レジェンズといわれるビッグフット。水の属性。雪男のような姿をしている。
幼い子供のような性格で何事でも片言で話す。性格も子供っぽく一途だが、戦闘時はヴァイキングのような姿になり、並のレジェンズを物ともしない実力を発揮する。
初めてメグと出合ったときは、悪い偶然が重なっていたとはいえレジェンズに恐怖を抱き始めた彼女に拒絶されていたが、共に踊ることで打ち解けた。
シロン、ガリオンと合体すると風のエレメンタルレギオンになる。
シュウ達の野球チーム、リキリキリッキーズのメンバーになったこともある。
レジェンズクラブの保健委員。
ウォルフィー
声 - 中野裕斗
土のレジェンズのウェアウルフ。「G・W・ニコル」の一員。リーオンからは「うーたん」と呼ばれている。
普段はクールに振舞うが、仲間達と共にボケたり突っ込みを入れたり、面倒見のいい一面もある。リーオンとのコンビはいろんな意味で最強。
最初はBBによって、リーオンと共にグリードーの前にリボーンされたが、その後はリーオンと共に、住む場所を探してディーノの家に身を寄せるようになる。
レジェンズウォーの風によって、野生化し暴れてしまうが、ジャバウォックが滅んだことで元に戻った。
戦うときは常に短剣を使い、素早い動きで攻撃する。また、大地に呼びかけて衝撃波などで攻撃する事も可能。
グリードーとリーオンと合体することで、火のエレメンタルレギオンとなる。
レジェンズクラブの体育委員だが、シュウからはよく図書委員（時には狼中年）と呼ばれている。
リーオン
声 - 前田剛
風のレジェンズ、マンティコア。「G・W・ニコル」の一員。ライオンに翼が生えたような容姿をしている。
目つきが悪い（グリードーやウォルフィには「顔が怖い」と言われる）が、仲間であるグリードーとウォルフィーに［〜たん］とあだ名をつけたり、ボケたりするなど中々のお茶目な性格である。
ウォルフィと共に、住む場所を探してディーノの家にやって来て、グリードー・ウォルフィーと共に彼の家に住むこととなった。
レジェンズウォーの風によって、野生化し暴れてしまうが、ジャバウォックが滅んだことで元に戻った。
グリードーとウォルフィーと合体することで、火のエレメンタルレギオンとなる。
レジェンズクラブの図書委員だが、シュウはウォルフィーを図書委員と呼ぶ為「だから図書委員はオレだって」と突っ込みを入れる。
ジャバウォック
声 - 松山鷹志
闇の属性のレジェンズ。人間の心にある恐怖や憎悪などの感情を糧にして成長する。
ユル・ヘップバーンの手により彼の妻であるラド・ヘップバーンの体と恐怖を糧にして甦った。レジェンズウォーで戦い続け、たくさんの生物を苦しめる。
ダンディ
声 - 石井康嗣
4話に登場。19話以降は度々登場する。水の属性。種族はデヴォアクロコダイル。
DWCから交渉人として白いタリスポッドを手に入れにやって来た。しかしシロンの強さを知っているようで、戦いになることは避けたがっていた。雇われの身の柵でシロンと戦うことになってしまうが、一戦の後、（ドラマの影響を受けた）シロンに諭された。
DWCに辞表を出し退社した後は、道路工事の仕事始め、そこでなんと石油を掘り当てる。その後は「ワニの穴」というバーを開く。
レジェンズウォーの風が来たときは、自らの自我と引き換えにアンナを守った。
体が乾くとかゆくなる。小難しい契約書は理解できない。
自分のことをワニと思っていない様子で、ワニと言われることを非常に嫌がっており、ワニと言った相手には恐ろしい顔で「ワニいう奴がワニじゃあああ！！」と怒鳴りながら迫る。
アンナ
声 - 千葉千恵巳
5話に登場。36話以降は度々登場する。風の属性。種族はハーピー。BBとは犬猿の仲。鳥っぽさは残るものの少女のような姿に変身することができる。
BBに半ば脅されてタリスポッドを奪う作戦を立て、シュウ達のクラスに転校生としてやってきてシュウに近づき魅了しようとするが、徐々に彼の純粋さに惹かれる様になる。シュウとはほぼ相思相愛の関係でカップルのように振舞う事もあり、その度にメグから激しく嫉妬されている。
料理は得意と本人は言っているが、ゆで卵と目玉焼きしか作れない。
彼女の目からはねずっちょが“食べごろ”に見えるらしい。
レジェンズウォーの風が来た時はダンディに守られてその影響を受けずに済み、彼からシュウの家に行くよう言われ、そしてシュウに頼まれて、ヨウコの身体をずっと見ていた。
ファイアジャイアント
声 - 松本吉朗
7話・8話に登場。35話以降は度々登場する。
別名：ファイヤードジャイアント。エドの相棒。火の属性。エドとともにDWCを解雇され、以後2人で旅に出る。
実力は高いらしく、苦手とする水属性のレジェンズを複数相手にできる程。
レジェンズウォーの際に理性を失ってしまうものの、エドの「そんなお前なんかファイヤード（クビに）しちゃうぞ！」という一言で理性を取り戻す。その後、エドと活躍する。
サラマンダー
声 - 竹本英史
主に番組後半に度々登場。火の属性。ダンディの後輩的存在。
4話でダンディの口から名前が出て、20話で本人が登場するも、あっさりシロンに敗れ、その後はバー「ワニの穴」の店員となる。

#### そのほかのレジェンズ
ゴブリン
1話・6話・44話に登場。土の属性。BBにリボーンさせられる。ゴブリンが合体するとビッグゴブリンになれる。シュウのタリスポッドを奪う任務に失敗した後は、DWCの内勤に回されてしまう（本人曰く、外でバリバリやる方が性に合っている、とのこと）。BBに再度、任務を全うするチャンスを与えられるが、またしても失敗。
ストームワーム
2話・ドラマCDに登場。水の属性。BBにリボーンさせられる。口から汚水を吐き出す攻撃をしかけてくる。はじめてシフトエレメントを披露したレジェンズでもある。シロンに吹き飛ばされ敗れたため、行方不明につき回収不能になった。その後、ドラマCDにて再登場するも、シロンとヘルハウンドの必殺技を喰らい、どこかへ飛んでいった。
ジャイアントクラブ
3話・36話以降度々登場している。水の属性。BBにリボーンさせられる。大きくて強くて早いがカニである。また、カニであるためか意思の疎通は困難ではあるが、何故か「この、カニ味噌があああ!!」などという罵倒は理解することができている。口から吐く泡には物を溶かす力がある。また、カニではあるが、前方にも走ることができる。海に帰りたいという強い思いを持っており、バトルでシロンに海に吹き飛ばされた後、そのまま海に帰っていってしまった。その後、36話でワニの穴で再登場し、ダンディ達を助ける。だがレジェンズウォーが始まったことで野生化して暴れてしまう。
コンラッド博士（ケットシー）
声 - 小林晃子
9話・44話・46話に登場。土の属性。BBにリボーンさせられ、レジェンズ研究家を偽ってハルカとシュウを誘い出すものの、正体がバレて肉体労働が苦手なものの、シロンと戦うが結局敗北。その後、44話で再登場し木陰で居眠りをしていたためレジェンズウォーの風を逃れたらしい。46話で、ハルカやBB達の前に現れ、サスケとブルーノと協力してジャバウォックを封印させる方法を考え出す。
ラッパーキング（メイズオクトパス）
声 - 松山鷹志
11話・12話・36話以降度々登場している。水の属性。サングラスをかけ、いつも歌っている。「究極のレジェンズ」と言われBB達が受け取ったのだが、実際はリボーンとカムバックのスピードが究極に遅いレジェンズだった。ゆっくりリボーンしている間に下水道に落ち、下水道に詰まってしまった。その後、何とか下水道から脱出し、BBの命令でシロンと戦うが敗北。その後、36話でワニの穴で再登場し、ダンディ達を助ける。だがレジェンズウォーが始まったことで野生化してしまうが50話でジャバウォックが滅んだことで元に戻った
キマイラ
17話に登場。火の属性。4つの生き物が一つとなっており、分裂も出来る。BBの手でリボーンさせられシロンと戦うが負け、カムバックされた。その後、別のキマイラだと思われるが、46話で再登場した。
スケルトン
声 - 三ツ矢雄二
17話・18話・19話・22話・24話・44話・46話・48話に登場。闇の属性。ランシーンにリボーンさせられ、ゾンビやガーゴイルなどを操り、シロン達と戦った。24話で赤のエレメンタルレギオンに攻撃され、行方不明だったが44話で再登場し、マンホールに落ちていた為、レジェンズウォーの風を逃れたらしい。46話で、BB達の前に現れるがメリッサにエプロンを着させられ、最終的に仲間となる。
ゾンビ
18話に登場。闇の属性。複数存在する。スケルトンにリボーンされ、シロン達と戦うが、青のエレメンタルレギオンによって全滅した。
クラーケン
21話に登場。水のレジェンズ。BBによってリボーンさせられ、シロンを追い詰めるも、負けた。
ガーゴイル
声 - 津田健次郎
22話・24話に登場。闇の属性。スケルトンにリボーンさせられ、シロンとグリードーと戦う。24話でスケルトンと共にグリードー達の元へ来るが、赤のエレメンタルレギオンの攻撃で負ける。
キルビート（バイコーン）
声 - 三石琴乃
25話・26話・29話・30話に登場。闇の属性。かつてのグリードーのサーガ、サルバを殺した張本人であり、グリードーの宿敵である。相手を小馬鹿にするようなギャルっぽい口調で話す。30話でハルカの命令によりグリードーと戦い追い詰めるが、コマンドブレイズドラゴンとなったグリードーに破れ、ソウルドールもろとも破壊される。ガリオンの言葉によれば闇属性のレジェンズはソウルドールを破壊しても復活できるようだが、キルビートが復活したかは不明。
エクトール・フォン・ギュンター（ヴァンパイア）
声 - 佐々木望
27話・33話に登場。闇の属性。27話ではゴーレムを使って町を襲撃した。33話ではシロンを倒そうとするハルカにリボーンされシュウ達の前に立ちはだかるがガリオンに倒される。33話では「エクトール・フォン・ギュンター」と言う名前ではなく、ヴァンパイアと名乗っていた。普段は人間の青年の姿をしているが、本来はガーゴイルにも似た怪物の姿である。
ヘルハウンズ（ヘルハウンド）
28話に登場。火の属性。5匹存在し、それぞれ色が違う。メグとズオウの前に立ちふさがるがズオウに敗北する。
マミューム（ジン）
声 - 大津尋葵
31話に登場。風の属性。シロンの帽子に秘密があると思ったハルカの命令でシロンの帽子をクラウドジャイアントを使って奪おうとしたが負ける。その後の行方は不明だが47話で彼らしき人物が一瞬見られる。
イエティ
声 - 木内秀信
32話に登場。水の属性。ズオウを倒そうとするハルカの命令で、野球をしていたズオウ達の前の現れた。ズオウと戦うも、パワーアップしたズオウに敗れる。
ベヒーモス
34話に登場。土の属性。他の2体のレジェンズと共にニューヨークの町に現れた。シロン達と戦うが、エレメンタルレギオンによって倒される。
ビッグフット リンダ
声 - 山本リンダ
レジェンズを救う旅をしている途中、雪山で行き倒れになったエドとファイヤードジャイアントを助ける。ビッグフットの村に住んでおり、村長ビッグフットの娘である。エドに一目ぼれし、結婚しようとしていたが、エドはまだ旅の途中だったため、その思いは遂げられなかった。エドにお礼を言われた後、「あったり前のことをしただけよ」と歌った。
マーメイド
44話に登場。水の属性のレジェンズ。人間に捕まったところをエド達に救われ、彼らに礼を言って海に帰った。
カーバンクル
声 - 佐藤なる美
47話から49話に登場。光の属性。カネルドウィンドラゴンとなったシロンに助言を与える。
パン
声 - 名塚佳織
光の属性のレジェンズ。
エルフ
声 - 岩男潤子
光の属性。光レジェンズとしてはシュウの前に初めて現れた。
シルフ
声 - 前田剛
47話から50話に登場。光の属性のレジェンズ達のリーダーと思われるが、話している最中によく邪魔が入る。最終話でシロンからとある願いを言われる。
メアリー（ヘルハウンド）
ドラマCDに登場。子牛並みに大きい地獄の番犬の姿をした火の属性のレジェンズ。5匹の子ヘルハウンドの父親でもある。道で弱っていたところメグが拾ってきた（実はDWCの作戦）。自分に尽くしてくれるメグに好意をよせてしまうが、BB達に子供を人質（？）に取られているため、「メグを守ること」「子供を守ること」との間の板ばさみになる。
ちなみに、メアリーという名前はメグの命名で、メグの「メ」を取って名づけたとのこと。
ウンディーネ
声 - ?
特別上映・甦る龍Q伝説に登場。川の上流に住む水の属性のレジェンズ。ズオウと共に異常気象による川の増水に対処しようとする。

### スタッフ
- 原作 - 渡辺けんじ
- 監督 - 大地丙太郎
- シリーズディレクター - 小野勝巳（26話-50話）
- シリーズコンセプト - 長濱博史
- キャラクター原案 - 宮崎なぎさ
- キャラクターデザイン - 小林一幸
- 総作画監督 - Nam Jong Sik
- 美術監督 - 小林七郎（第1-17話）→河野次郎（18話-50話）
- 背景監督 - Lee Hoey Youn
- 色彩設計 - 横井正人（1-25話）→西栄子（26-50話）
- 編集 - 中川晶男、揖野允史
- 撮影監督 - Kim Kang,Ohk
- 音響監督 - たなかかずや
- 音楽 - 安部純、武藤星児
  - 編曲 - David Matthews
  - 演奏 - David Matthews & His Orchestra
- CG協力 - G-PLUS、シナジージャパン
- プロジェクトディクター - 緩崎哲世
- プロジェクトアシスタント - 中塚進一
- プロデューサー - 椚山英樹、Kim Young Doo、若菜章夫→杉村重郎
- アニメーション制作 - ぎゃろっぷ
- 制作協力 - DONGWOO ANIMATION
- 制作 - フジテレビ、ウィズ

### 主題歌
オープニングテーマ
「風のレジェンズ」（第1話 - 第49話）
作詞 - 大地丙太郎 / 作曲・編曲 - 太田美知彦 / 歌 - KYOKO
- 第50話はオープニングなし。
- 第25話まではアバンタイトルの後オープニングだったが、第26話以降アバンタイトルは無くなり「これは現在のニューヨークに突然現れた、レジェンズというモンスターと4人の子供たちの物語」という前置きの直後にオープニングが流れるようになった。また、オープニングのアニメーションも変わった。

エンディングテーマ
「どうにもとまらない〜ノンストップ〜」
作詞 - 阿久悠 / 作曲 - 都倉俊一 / 編曲 - 武藤星児 / 歌 - Brenda Vaughn（第1話 - 第37話）、山本リンダ（第38話 - 第49話）
「空色の指先」（第50話）
作詞・歌 - 国分友里恵 / 作曲・編曲 - 岩本正樹
- 第15話・第28話では挿入歌として使用されている。
- またほとんどの回ではこの曲のピアノアレンジが流れている。

### 各話リスト
| 話数 | サブタイトル                                                                                    | 脚本       | 絵コンテ            | 演出     | 作画監督                    | 放送日        |
| ---- | ----------------------------------------------------------------------------------------------- | ---------- | ------------------- | -------- | --------------------------- | ------------- |
| 1    | オイラが風を呼んでいた 〜CALLING IN THE WIND〜                                                  | 山田隆司   | 大地丙太郎          | 小野勝巳 | Lee Jong Kyoung             | 2004年 4月4日 |
| 2    | 頭の中はカラッ風 〜A DRAFT THROUGH MY HEAD〜                                                    | 山田隆司   | 渡辺けんじ          | 小野勝巳 | Shin Ki Cheul               | 4月11日       |
| 3    | カニに襲われアワくった 〜ATTACK OF THE KILLER CRAB〜                                            | 伊丹あき   | 桜ノ辻のぞみ        | 小野勝巳 | Lee Jong Kyoung             | 4月18日       |
| 4    | ワニがワニしてワニとやら 〜CROCODILE,WAIT A WHILE〜〜                                           | 池田眞美子 | 高林久弥            | 小野勝巳 | Kang Sung Ho                | 4月25日       |
| 5    | 鳥が恋してズッキュンバッキュン! 〜A BIRD'S LOVE POTION〜                                        | 江夏由結   | 菱川直樹            | 小野勝巳 | Shin Ki Cheul               | 5月2日        |
| 6    | 忍び込んだらどこまでも 〜ENTER THE GOBLIN〜                                                     | 桑畑絹子   | 渡辺けんじ          | 小野勝巳 | Lee Jong Kyoung             | 5月9日        |
| 7    | まいべびべびばらばら 〜THE NAME OF MY ROSE〜                                                    | 伊丹あき   | 細谷秋夫            | 小野勝巳 | Bang Seung Jin              | 5月16日       |
| 8    | 熱いの熱いの熱いのよ 〜SOME LIKE IT FIERY〜                                                     | 山田由香   | 佐藤雄三            | 小野勝巳 | Shin Ki Cheul Kang Sung Ho  | 5月23日       |
| 9    | ネコたらしいヤツ、ムカつくニャン 〜CATTY PROFESSOR〜                                            | 桑畑絹子   | 奈須川充            | 小野勝巳 | Kim Jong Kun                | 5月30日       |
| 10   | 話せば長〜い物語 〜LONG LONG TIME COMING〜                                                      | 山田由香   | 高林久弥            | 小野勝巳 | Shin Ki Cheul               | 6月6日        |
| 11   | 寿司くって究極ってイエイイエイ! 〜AND THERE WERE NO MORE SUSHI!〜                               | 江夏由結   | 大地丙太郎          | 小野勝巳 | Lee Jong Kyoung             | 6月13日       |
| 12   | タコタコハマってさぁ大変 〜OCTOPUS STRIKES BACK〜                                               | 伊丹あき   | 渡辺けんじ          | 小野勝巳 | Bang Seung Jin              | 6月20日       |
| 13   | 地球の悲鳴が聞こえてた 〜THE GLOBE'S UNEARTHLY SHRIEKS〜                                        | 桑畑絹子   | 小野勝巳            | 小野勝巳 | Lee Ju Hyun                 | 6月27日       |
| 14   | 何でどうしてどうなるの!? 〜STRANGERS IN THE SIGHT〜                                             | 山田由香   | 宮下新平            | 小野勝巳 | Shin Ki Cheul               | 7月4日        |
| 15   | 答えは風が知っていた 〜WHEN THE WIND BLOWS...〜                                                 | 山田由香   | 小野勝巳            | 小野勝巳 | Lee Jong Kyoung             | 7月11日       |
| 16   | なんたることか父主役…?! 〜EVERYTHING YOU WANTED TO KNOW ABOUT DAD YOU NEVER ASK〜               | 伊丹あき   | 宮下新平            | 小野勝巳 | Bang Seung Jin              | 7月18日       |
| 17   | 調子の歯車ガッタガタ 〜LOVE ME OR BELIEVE ME〜                                                  | 江夏由結   | 桜井弘明            | 小野勝巳 | Shin Ki Cheul Lee Ju Hyun   | 8月1日        |
| 18   | ゾンビわんさかベタつき模様 〜WHO'S AFRAID OF SLIMY SPECTER?〜                                   | 桑畑絹子   | 宮下新平            | 小野勝巳 | Lee Jong Kyoung             | 8月8日        |
| 19   | 夜をこえたら朝だった 〜THE SUN ALSO RISES,AFTER ALL〜                                           | 山田由香   | 小野勝巳            | 小野勝巳 | Bang Seung Jin              | 8月15日       |
| 20   | 最初で、最後の、デートです 〜TAKE ME OUT TO THE SKY〜                                           | 伊丹あき   | 渡辺けんじ          | 小野勝巳 | Shin Ki Cheul               | 8月22日       |
| 21   | ねずっちょ、ちゅびるば橋のはし 〜OF MICE AND BRIDGE,OVER TROUBLED WATER〜                       | 江夏由結   | 宮下新平            | 小野勝巳 | Lee Jong Kyoung Lee Ju Hyun | 8月29日       |
| 22   | GとWでニッコル チュボーン 〜ALONE AGAIN,UNNATURALLY〜                                           | 桑畑絹子   | 玉野陽美            | 小野勝巳 | Bang Seung Jin              | 9月5日        |
| 23   | 君と見上げた夜の空 〜WHEN YOU WISH UPON A SPARK〜                                               | 山田由香   | 小野勝巳            | 小野勝巳 | Shin Ki Cheul               | 9月12日       |
| 24   | ウヒョホ できたよタリスダム 〜MR.SPARKS OR: HOW I LEARNED TO STOP WORRYING AND LOVE THE BEAST〜 | 伊丹あき   | 渡辺けんじ          | 小野勝巳 | Shin Ki Cheul               | 9月19日       |
| 25   | 昔のサーガが出て来ます 〜IT'S BEEN A LONG,LONG TIME,BUDDY.〜                                    | 江夏由結   | 奈須川充            | 小野勝巳 | Lee Ju Hyun Bang Seung Jin  | 9月26日       |
| 26   | 気持ちアチコチスクエア〜 〜CAN'T GET THERE FROM HERE IN SQUARE〜                                | 江夏由結   | 宮下新平            | -        | Shin Ki Cheul               | 10月3日       |
| 27   | ついにここまでやって来た 〜MY BIG FOOT GEEK WELDING〜                                           | 桑畑絹子   | 小野勝巳            | -        | Lee Jong Kyoung             | 10月10日      |
| 28   | 風がはこんだめぐり逢い 〜ONCE UPON A TIME IN THE WIND〜                                         | 山田由香   | 渡辺けんじ          | -        | Lee Ju Hyun                 | 10月17日      |
| 29   | ズジェレと歌おう レジェンズクラブ 〜A SONG IS BORN IN THE CLUB〜                                | 伊丹あき   | 宮下新平 大地丙太郎 | -        | An Jae Ho                   | 10月24日      |
| 30   | 歴史をかえた愛の歌 〜UNTIL IT'S TIME FOR HIM TO GO〜                                            | 江夏由結   | 宮下新平 大地丙太郎 | -        | Shin Ki Cheul               | 10月31日      |
| 31   | 追いかーけて、飛ばさーれて 〜CHASERS,RUNNERS,FLIERS〜                                           | 桑畑絹子   | 牛草健              | -        | Lee Jong Kyoung             | 11月7日       |
| 32   | 青春・熱血・セレナーデ 〜STAND TALL BY ME〜                                                     | 山田由香   | 小野勝巳            | -        | Lee Ju Hyun                 | 11月14日      |
| 33   | ガリオン ガリルレ ガーリック 〜YET THERE STILL IS THE BLUE PLANET〜                             | 伊丹あき   | 宮下新平            | -        | Lee Jong Kyoung             | 11月21日      |
| 34   | モォ〜っと3匹ウシが来た! 〜THREE GROUND BULLS〜                                                 | 江夏由結   | 小田原男            | -        | Shin Ki Cheul               | 11月28日      |
| 35   | ラストにビッカリCEO! 〜WHEN THE BOSS GOES MARCHING IN〜                                         | 桑畑絹子   | 小野勝巳            | -        | Lee Jong Kyoung             | 12月5日       |
| 36   | 父よあなたはえらかった 〜DAD ON THE RUN〜                                                       | 山田由香   | 大地丙太郎          | -        | Lee Ju Hyun                 | 12月12日      |
| 37   | この空染めたのダレなのさ! 〜WHO'S RESPONSIBLE FOR PAINTING THE SKY?〜                           | 伊丹あき   | 小田原男            | -        | An Jae Ho                   | 12月19日      |
| 38   | 風がどうにも止まってた 〜CROUCHING LEADER,HIDDEN DRAGON〜                                       | 伊丹あき   | 宮下新平            | -        | Shin Ki Cheul               | 12月26日      |
| 39   | ハルカが来た道もう一度 〜THE WAY SHE WAS〜                                                      | 江夏由結   | 宮下新平            | -        | 小林一幸                    | 2005年 1月9日 |
| 40   | 真っシロンに燃えつきた 〜WHEN THE WIND STOP BLOWING〜                                           | 桑畑絹子   | 小野勝巳            | -        | Lee Jong Kyoung             | 1月16日       |
| 41   | 風が街から消えたとさ 〜TOWN OF NO WIND〜                                                        | 山田由香   | 小田原男            | -        | Lee Ju Hyun                 | 1月23日       |
| 42   | 風よ、オイラに吹いて来な! 〜RETURN OF WIND-MAKER〜                                              | 伊丹あき   | 宮下新平            | -        | An Jae Ho                   | 1月30日       |
| 43   | もう、どーにも止まらない! 〜WHO WANTS TO STOP THE UNSTOPPABLE?〜                                | 江夏由結   | 小野勝巳            | -        | Shin Ki Cheul               | 2月6日        |
| 44   | 一方その頃、俺たちの旅 〜MEANWHILE...ADVENTURE OF FIRED BROTHERS〜                              | 桑畑絹子   | 桜井弘明            | -        | An Jae Ho                   | 2月13日       |
| 45   | 泳いで飛んで回って…えっ? 〜SPLASH,FLIT,TURN AND GO!〜                                           | 山田由香   | 小田原男            | -        | Lee Ju Hyun                 | 2月20日       |
| 46   | 残された人、よっといで 〜LEFT BEHIND? FALL IN!〜                                                | 伊丹あき   | 宮下新平            | -        | An Jae Ho                   | 2月27日       |
| 47   | レジェンズウォーがうぉううぉううぉううぉう 〜THE LEGENDARY,LONGEST DAY〜                        | 桑畑絹子   | 小野勝巳            | -        | Shin Ki Cheul               | 3月6日        |
| 48   | 今来たこの道戻りゃんせ 〜SO IT WASN'T POINT OF NO RETURN!〜                                     | 山田由香   | 小田原男            | -        | Lee Jong Kyoung An Jae Ho   | 3月13日       |
| 49   | 光のツッコミ入れたろか! 〜HOLY COW! GOIN' GOIN' GONE!〜                                         | 伊丹あき   | 宮下新平            | -        | Lee Ju Hyun                 | 3月20日       |
| 50   | 風と共に去ったとさ 〜FORGOTTEN BUT NOT TOTALLY GONE〜                                           | 伊丹あき   | 大地丙太郎          | -        | Lee Jong Kyoung             | 3月27日       |

英語タイトルは、日本語タイトルの直訳ではなく、中には全く関係のないタイトルになっている物もある。また、英語タイトルの多くは映画や歌のタイトルをもじった物である。

### 放送局
全てフジテレビ系列フルネット局。放送日時は2004年8月中旬 - 9月上旬時点のものとする。
| ネット状況     | 放送時間           | 放送局             | 対象地域                          | 備考                 |
| -------------- | ------------------ | ------------------ | --------------------------------- | -------------------- |
| 同時ネット     | 日曜 9:30 - 10:00  | フジテレビ         | 関東広域圏                        | 制作局               |
|                |                    | 北海道文化放送     | 北海道                            |                      |
|                |                    | 仙台放送           | 宮城県                            |                      |
|                |                    | テレビ静岡         | 静岡県                            |                      |
|                |                    | テレビ西日本       | 福岡県                            |                      |
|                |                    | サガテレビ         | 佐賀県                            |                      |
| 30分先行ネット | 日曜 9:00 - 9:30   | 関西テレビ         | 近畿広域圏                        |                      |
| 遅れネット     | 日曜 6:30 - 7:00   | 福島テレビ         | 福島県                            |                      |
|                | 木曜 16:00 - 16:30 | 東海テレビ         | 中京広域圏                        |                      |
|                | 土曜 18:30 - 19:00 | 岡山放送           | 瀬戸内準広域圏 （岡山県・香川県） |                      |
|                | 金曜 16:00 - 16:30 | テレビ新広島       | 広島県                            |                      |
|                | 水曜 15:30 - 16:00 | 高知さんさんテレビ | 高知県                            | 2004年9月1日放送開始 |
|                | 火曜 15:30 - 16:00 | テレビ長崎         | 長崎県                            |                      |

### レジェンズ 甦る龍Q伝説
『レジェンズ 甦る龍Q伝説』（レジェンズ よみがえるりゅうきゅうでんせつ）は、埼玉県春日部市にある首都圏外郭放水路の施設である『地底探検ミュージアム「龍Q館」』において上映されている広報用番組。『レジェンズ 甦る竜王伝説』のキャラクターが登場する 。2005年6月に上映が開始され、龍Q館に来館すると見ることができる（2011年1月時点）。
| フジテレビ 日曜9:30 - 10:00枠 | フジテレビ 日曜9:30 - 10:00枠                  | フジテレビ 日曜9:30 - 10:00枠                                  |
| 前番組                        | 番組名                                         | 次番組                                                         |
| ----------------------------- | ---------------------------------------------- | -------------------------------------------------------------- |
| ASTRO BOY 鉄腕アトム          | レジェンズ 甦る竜王伝説 【本番組までアニメ枠】 | おすピー&ロンブーの起きなさいよッ!! 【同番組のみバラエティ枠】 |

## 漫画版
『レジェンズ』というタイトルで、『月刊少年ジャンプ』にて2003年11月号から2005年4月号まで連載されていた。平井隣原作、春野まこと作画。
漫画版は、同誌で同時期に連載されていた『ドラゴンドライブ』と設定や雰囲気が類似していた（主人公がモンスターを操るバーチャルゲームをプレイするうち、事件に巻き込まれていく）。

### 漫画版の設定
竜童学園に転校してきた風来ケンが、ウインドラゴンのシロンと共にバトルを繰り広げる。
ウインドラゴンの「シロン」の名前は一致しているが、アニメ版とは全く設定が異なっている。また、アニメ版と同様、「レジェンズ」はバーチャルの遊びとされているが、使用法が全く違ったり、アニメ版と同様の名前の会社「DWC」が出てきても、会社の概要が全く違ったりする。

### 登場人物

#### 人間
風来 ケン（かざき けん）
本作の主人公。竜童学園5年A組に転校してくる。小3の時にあったある出来事をキッカケとして、レジェンズに深い愛情を注ぐようになった少年（詳しくは、八代英治の欄を参照）。そのためか、レジェンズを粗末に扱う人間を嫌う。正義感は強いものの、あまり頭はよくないため、難しいことは理解できない。パートナーのウインドラゴンのシロンとは、非常に仲がよく、家族のように思っている（これは、キャンピングカーで共に生活している祖母のビビアンがしょっちゅう引っ越しをするため、あまり仲のよい友達ができないことから、より一層シロンを大切にしている）。額が広いことを気にしており、八代にこのことを初対面で指摘されるほど。天城に、「黄金のソウルドールの継承者」として認められるが、最初は「そんなものいらない」と断る。が、レジェンズカーニバルの際などで、その力とケンやシロンの思いなどによって、自分が風のサーガであることを知り、レオやカオルコと共に、ネクロムパレスに向かう。りり子を若干意識している描写が多々あるものの、結局最後までどう思っているのかを打ち明かさなかった。最終話では、ニューヨークへと向かう。
安原 りり子（やすはら りりこ）
パートナーはマーメイドのテティ。
炎獄院 レオ（えんごくいん れお）
パートナーはブレイズドラゴンのグリードー。
炎獄院 ミオ（えんごくいん みお）

御鹿 カオルコ（ごしか かおるこ）

檜山 ヒデアキ（ひやま ひであき）

出海 瞬輔（でかい しゅんすけ）

出海 砲輔（でかい ほうすけ）

天城 勇樹（あまぎ ゆうき）

三井 真希（みつい まき）

葵 充（あおい みつる）

梶原 芽衣子（かじわら めいこ）

雨宮 サキ（あまみや さき）

阿風呂 ナミオ（あふろ なみお）

八代 英治（やしろ えいじ）

### コミックス
全て集英社のジャンプ・コミックス。
1. 風 来たる（トルネード カム）! ISBN 4-08-873583-8 2004年3月4日
2. 炎立つ（バーンナウト）!! ISBN 4-08-873615-X 2004年6月4日
3. 闇の胎動（ネクロムメナス） ISBN 4-08-873687-7 2004年11月4日
4. そして伝説へ（レジェンズ カム トゥルー） ISBN 4-08-873799-7 2005年4月4日

### 4コマ漫画版
また上記とは別に、『リボーンだよ! シロンくん』というタイトルで、アニメ版の設定をベースにしたギャグ調の4コマ漫画が同じく『月刊少年ジャンプ』にて2004年6月号から2005年7月号まで連載された。漫画は中山敦支。

## 小説版
『レジェンズ 甦る竜王伝説』というタイトルで、2003年10月27日に小説が刊行された。園田英樹著、渡辺けんじ原作・作画。
目立たないが、これが一連のレジェンズシリーズの皮切りとなっており、この作品での設定がTVアニメシリーズの初期設定の元となっている。
- 『レジェンズ 甦る竜王伝説』 ISBN 4-08-703132-2 集英社〈ジャンプ ジェイ ブックス〉、2003年10月

### 小説版の設定
主人公はニューヨークに住む10歳の少年、ケン・キッドマン。ある日突然、町が一夜にして森と化してしまい、レジェンズと呼ばれる怪物が出現する。母親がさらわれてしまったケンは、ウインドラゴンのシロンと共に立ち向かう。しかし、途中で小説が終わってしまって続き（後半）がない。

## 専用ゲーム機版
2004年にバンダイから、ソウルドールやタリスポッド、タリスダムが発売された電子ゲーム。これにソウルドールを差し込みプレイする。レジェンズを育成し、バトルを行うことが出来る。2つのタリスポッドをつないで通信対戦も行える。ソウルドールの底にはICチップが組み込まれており、各レジェンズの育成データはそれぞれのソウルドールに保存される。
ソウルドールは様々なレジェンズのキャラクターに合わせて百数種類が発売されている（玩具屋やガシャポンで発売されたほか、DVDやGBAソフト等の特典として付いていたオリジナルのソウルドールも存在する）。中にはアニメ版のキャラクターや漫画版のキャラクターのソウルドールもある。
専用ゲーム機版の公式サイト（最強小学生）は2009年5月に閉鎖となった。

## 一般ゲーム機版
以下のような家庭用ゲーム機用ソフトがバンダイ（現:バンダイナムコエンターテインメント）から発売されている。これらのゲームの設定はアニメ版が下敷きになっている。上記専用ゲーム機版のソウルドールやタリスポッドと連動しており、ゲームボーイアドバンス版では実際にソウルドールをソフトと一緒に付いているソウルドールアダプターと呼ばれる機器に接続してプレイする。GBA版にはゲームオリジナルのレジェンズ『ヘキサドラゴン』のソウルドールが付いている。

### ゲーム作品一覧
レジェンズ 甦る試練の島
ゲームボーイアドバンス、2004年7月29日発売
レジェンズ サイン オブ ネクロム
ゲームボーイアドバンス、2005年2月17日発売
レジェンズ 激闘!サーガバトル
PlayStation 2、2004年12月16日発売

### ゲーム版の登場人物
主人公
本作の主人公。男と女が選べる。
ヘキサドラゴン
風のレジェンズであり、主人公のパートナー。
アリサ・セプテンバー
『甦る試練の島』に登場。主人公と出会うクールな少女。
ゴブリエル
『サーガバトル』に登場。シュウ達が夢の世界で出会い、彼らに協力してくれるゴブリンの長。
ドリームイーター
『サーガバトル』に登場。夢を巣食う魔物。

## カードゲーム版
『レジェンズ・ザ・カードゲーム』（LEGENDZ THE CARD GAME）というシリーズ名で、バンダイから発売されたトレーディングカードゲーム。
カードゲーム版の公式サイトは2006年9月に閉鎖となった。